# Ксантелазма
Ксантелазма је оштро ограничена жућкаста наслага холестерола испод коже. Често се сврстава као подтип ксантома, који  се односи на таложење холестерола у различитим деловима тела.
Обично се јавља на или око очних капака као ксантелазма капака ока, али се може јавити и на другим деловима тела.
Иако нису штетне за кожу нити болне, ове мање израслине могу бити естетски неугодне и могу се уклонити.
Све је више доказа о повезаности између наслага ксантелазме, нивоа липопротеина ниске густине у крви и повећаног ризика од атеросклерозе.
Ксантелазма се може назвати и ксантом када постане већа и нодуларна, и поприми величину тумора.

## Етимологија
Реч ксантелазма  је изведена од грчког јетика од речи = xanthós, ξανθος жуто и речи= έλασμα - фолија. Множина је кантелазме xanthelasmata..

## Епидемиологија
Морбидитет/морталитет
Ксантелазма је редак поремећај у општој популацији, са променљивом инциденцом од 0,56 до 1,5% у западним развијеним земљама. 
Неке мале студије сугеришу да ксантелазма може бити фактор ризика за смрт од коронарне болести срца, чак и ако је ниво холестерола нормалан. Међутим, потребно је више студија да би се ово потврдило. 
Старост
Старост почетка се креће од 15 до 75 година, са врхунцем у 4. до 5. деценији живота. 
Пол
Сматра се да постоји већа преваленција ксантелазме код жена, али то може бити и због веће свести о козметичким дефектима, која је присутна код особа женског пола.
Раса
Ксантелазма се чешће повезује са пацијентима азијског или медитеранског порекла.  

## Дијагноза
Ксантелазма у облику ксантелазме очног капка (КОК) може да се дијагностикује на основу клиничког прегледа,  Типичан клинички утисак КОК су меке, жућкасте папуле, плакови или нодули, симетрично распоређени на медијалној страни горњих капака; понекад су захваћени и доњи капци.
Отприлике половина пацијената са ксантелазмом има повишене нивое липида који су обично повезани са наследним облицима високог холестерола или одређеним обољењима јетре. Друга половина пацијената има нормалан ниво холестерола. 
Код нејасних случајева дијагноза и диференцијална дијагноза се може постићи хируршком ексцизијом праћеном микроскопским прегледом патолога (биопсија ради утврђивања хистопатологије промена).

## Диференцијална дијагноза
Ксантелазму треба диференцијално дијагностички разликовати од следећих стања:
- некробиотичког ксантогранулома,
- сирингома,
- палпебралне саркоидозе,
- хиперплазије лојнице,
- липоидне протеинозе,
- синдрома астме са почетком код одраслих
- периокуларног ксантогранулома.

## Терапија
Ксантелазма се може уклонити:
- пилингом уз помоћ трихлоросирћетне киселине,

- операцијом,
- ласером,
- криотерапијом.

## Компликације
Уклањање може изазвати, иако ретко, ожиљке и промене пигмента.

## Прогноза
Понављање ксантелазме очник капака након терапије је уобичајено: 
- 40% пацијената имало је рецидив након примарне хируршке ексцизије,
- 60% након секундарне ексцизије,
- 80% када су захваћена сва четири очна капка.

Могући узрок може бити недовољно дубока ексцизија или наследни облици високог холестерола.